# ویتخ ناپرستک
وُیتخ ناپرستِک (چکی: Vojtěch Náprstek; ۱۷ آوریل ۱۸۲۶ – ۱ سپتامبر ۱۸۹۴) نیکوکار، میهن‌پرست و سیاستمدار اهل چک و همچنین یک روزنامه‌نگار پیشگام چک زبان در ایالات متحده آمریکا بود.